# Robert-Alain De Beaugrande
Robert-Alain de Beaugrande (1946 – giugno 2008) è stato una delle figure chiave della linguistica testuale ed esponente di spicco della scuola di linguistica testuale di Vienna.

## Biografia
Le sue teorie vennero esposte nel 1981 nel volume "Introduction to Text Linguistics", a cui collaborò il collega Wolfgang U. Dressler, docente di linguistica applicata presso l'Università di Vienna.
De Beaugrande è stato docente di linguistica inglese presso l'Università di Vienna dal 1991 al 1997, docente di lingua inglese presso l'Università di Botswana a Gaborone, docente di lingua e linguistica inglese presso l'Università della Florida a Gainesville.
Una della principali teorie di De Beaugrande riguarda i sette criteri testuali che conferiscono la testualità ad un testo:
1. coesione
2. coerenza
3. intenzionalità
4. accettabilità
5. informatività
6. situazionalità
7. intertestualità